# Tagesstempel
Tagesstempel der Post dienen dazu, auf Postsendungen die Aufgabe- und Ankunftszeiten anzugeben. Als amtliche Bezeichnung ist der Begriff in Deutschland seit 1935 im Dienstgebrauch, vergleichbare Poststempel gelangten aber bereits in der ersten Hälfte des 19. Jahrhunderts zum Einsatz. Tagesstempel sind die am häufigsten vorkommenden Poststempel. Neben der Kennzeichnung von Aufgabe- und Ankunftszeiten (womit auch Beförderungswege – etwa bei Eilsendungen – nachgewiesen werden) dient der Tagesstempel zugleich der Entwertung von Postwertzeichen. Darüber hinaus wird er im Postbetrieb zur Bestätigung von Bescheinigungen benutzt.

## Geschichte
Der Einsatz von Poststempeln verstärkte sich in den ersten Jahren des 19. Jahrhunderts bei allen deutschen Postverwaltungen. Beispielgebend wirkten zu dieser Zeit die nach der Revolution von 1789 vorgenommene Reformen im Postwesen Frankreichs, wo man das Porto jetzt nicht mehr aufwändig nach Entfernung zwischen den jeweiligen Postorten, sondern auf der Grundlage von fünf Postgebührenzonen, den sogenannten Rayons, berechnete. Entsprechende Poststempel, die Départements- und die Rayonstempel, ergänzten diese Maßnahme und erleichterten die Herkunftsbestimmung der Postsendungen und damit deren Zuordnung zu den einzelnen Portostufen. Eingang fanden diese Postreformen in Deutschland zuerst bei der Thurn-und-Taxischen Reichspost, die 1801 eine Postkonvention mit Frankreich abschloss und ihren Postbetrieb entsprechend dem französischen Vorbild neu organisierte. So wurden in dem von der Thurn-und-Taxischen Post betreuten Gebiet ebenfalls vier Rayons festgelegt und ab 1802 schrittweise Rayonstempel eingeführt.
Die französische Besetzung deutscher Staaten zwischen 1806 und 1813 brachte es mit sich, dass die französischen Neuerungen im Postwesen nicht nur in den annektierten Gebieten, wo ihre Anwendung gesetzlich verordnet war (siehe beispielhaft: Napoleonische Post in Norddeutschland), sondern auch darüber hinaus gern genutzt wurden. Das betraf in besonderem Maße die Verwendung von Poststempeln. So erfuhr der Ortsstempel als Aufgabestempel im Herzogtum Mecklenburg-Schwerin ab 1810 eine zunehmende Verbreitung. Mitunter fand sich bei den Zeilen- oder Rechteckstempeln in einer zweiten Zeile bereits das Datum der Postaufgabe vermerkt, anfänglich noch ohne Jahreszahl. Damit wurde der Ortsstempel zum Orts-/Datumsstempel. Ähnliche Tendenzen fanden sich in Sachsen und Preußen, wobei die Anfertigung und Nutzung der Stempel erst einmal allein der Initiative der Postmeister überlassen blieb. Vielfältige Erscheinungsformen bei der Größe und beim Schriftbild der Stempel waren die Folge, jedoch überwogen die Zeilen- und Rechteckstempel.

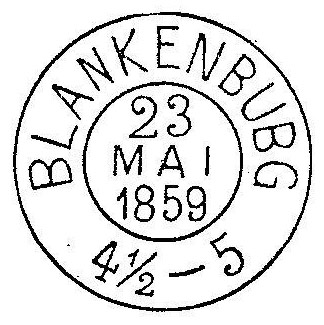
Vorläufer heutiger Tagesstempel aus Blankenburg

Um der Beliebigkeit ein Ende zu setzen, ordnete die preußische Postverwaltung schließlich die Einführung einheitlicher Aufgabestempel ab dem 1. Januar 1817 an. Diese waren anfangs nur auf Auslandsbriefen abzuschlagen, jedoch wurde bereits am 7. Februar 1817 deren Nutzung auch für die Abfertigung von Inlandsbriefen zur verbindlichen Norm. Zum Einsatz gelangten Zweizeilenstempel, enthaltend Ort/Datum. Bei der sächsischen Post gelangten ab 1818 Rechteckstempel zum Einsatz. Bereits 1816 hatte die Postverwaltung im Königreich Hannover die Festlegung getroffen, neben dem Ortsstempel zusätzlich einen Einkreis-Datumsstempel abzuschlagen. Es war dies der erste offizielle Einsatz eines Kreisstempels bei einer deutschen Postverwaltung. Ab 1820 fanden bei allen Postverwaltungen in wachsendem Maße neben Tag und Monat auch das Jahr und die Uhrzeit Aufnahme in die Poststempel. Für die Unterbringung derartig umfangreicher Informationen erwiesen sich Stempel in Kreisform bald als die zweckmäßigste Variante. Für solche Kreisstempel wurde 1935 der Begriff „Tagesstempel“ als offizielle Bezeichnung eingeführt.

## Erscheinungsbild

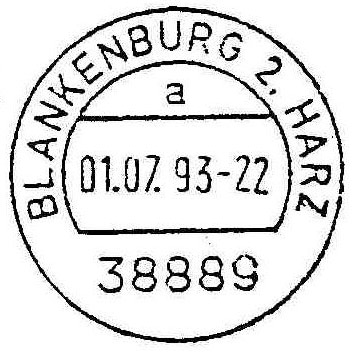
Tagesstempel aus Blankenburg mit Postleitzahl und Unterscheidungsbuchstaben „a“

Die runde Form des Tagesstempels hat sich bis in die Gegenwart weltweit durchgesetzt. Die Stempel enthalten in ihrem Textteil im Allgemeinen den Aufgabeort, die Postleitzahl und – sofern in einer Postdienststelle mehrere Tagesstempel zum Einsatz gelangen – einen Unterscheidungsbuchstaben. Auf der zumeist in der Mitte befindlichen Datumsbrücke finden sich die Angaben zur Aufgabezeit (Tag, Monat, Jahr, Uhrzeit) der Postsendung.
In den sorbischen Gebieten in Ostsachsen und Südbrandenburg werden Tagesstempel mit zweisprachiger Ortsbezeichnung verwendet.

## Stempelgeräte
Abgeschlagen werden diese Stempel zum einen mit Handstempeln in Form von Faust-, Hammer- oder Handrollstempel, zum anderen mit Maschinenstempel, bei denen das Klischee des Tagesstempels zumeist mit anderen Einsatzstücken (Linien, Werbetexte, Bilder) kombiniert wird. Tagesstempel der Deutschen Post wurden früher im Allgemeinen in der Farbe Schwarz abgeschlagen. Seit Einführung des Matrixcodes auf Briefmarken wird blaue Farbe verwendet, damit der Code maschinell lesbar bleibt.  Tagesstempelklischees waren lange Zeit auch Bestandteil der Absenderfreistempel, werden aber in der Gegenwart zunehmend durch eine Matrixcodierung ersetzt.